# Zuid-Koreaanse gijzelcrisis in Afghanistan
De Zuid-Koreaanse gijzelcrisis in Afghanistan begon op 19 juli 2007 toen 23 Zuid-Koreaanse christelijke zendelingen gevangen werden genomen door de Taliban toen zij door de Afghaanse provincie Ghazni reisden. Twee mannelijke gijzelaars werden vermoord voordat de Taliban tot een akkoord kwamen met de Zuid-Koreaanse regering.
De groep bestond uit 16 vrouwen en 7 mannen. Zij werden gevangengenomen tijdens een busreis van Kandahar naar Kabul. De zendingsreis werd gesponsord door de presbyteriaanse Saemmulkerk. De crisis begon toen de chauffeur twee mannen in de bus liet die vervolgens begonnen te schieten en de bus tot stoppen dwongen. In de daaropvolgende maand werden de zendelingen gevangengehouden in verschillende kelders en op boerderijen. Zij werden regelmatig in groepjes van drie tot vier mensen verplaatst.
Bae Hyeong-gyu, een 42-jarige predikant van de uitzendende kerk, en Shim Seong-min, een 29-jarige man werden respectievelijk op 25 juli en 30 juli om het leven gebracht. Twee vrouwen werden op 13 augustus vrijgelaten, terwijl de rest van de gijzelaars tot 29 en 30 augustus bleef vastzitten.
De regering van Zuid-Korea kwam tot een akkoord met Taliban dat zij de 200 soldaten die in het land gelegerd waren aan het einde van 2007 zouden terugtrekken. Dit lag overigens al in de planning. Verder eisten de Taliban vrijlating van verschillende gevangenen, maar de Afghaanse president Hamid Karzai gaf daarvoor geen toestemming. Volgens een woordvoerder van de Taliban ontving de organisatie ook een bedrag van ongeveer 20 miljoen dollar in ruil voor de vrijlating van de zendelingen. 
Tijdens de gijzeling werden er in heel Zuid-Korea openbare gebedsbijeenkomsten gehouden om te bidden voor een veilige terugkeer van de zendelingen. Tegelijkertijd waren veel Koreanen kritisch op de zendelingen en de betrokken kerken, omdat de zendelingen ondanks een negatief advies en waarschuwingen van het Zuid-Koreaanse ministerie van Buitenlandse Zaken toch actief het christelijk geloof probeerden uit te dragen in het moslimland. 